# 椎名高志
椎名高志（日语：／ Shiina Takashi，1965年6月24日—），日本漫畫家。男性。出身於大阪府。大阪府立箕面高等學校、京都市立藝術大學畢業。O型血。他的妻子是清水彩，高橋留美子的前助手。

## 經歷
高中時曾在小學館新人漫畫大獎獲得佳作（作品名未公開）。他還製作了動畫。當中成員包含吉松孝博。1989年，在《週刊少年Sunday》（小學館）發表《Dr.椎名的教育指導!!》而首次亮相。主要活躍於《週刊少年Sunday》。
出道後立即畫了4格漫畫和單部短篇，並被收錄於《(有) 椎名百貨店》。其中收錄的作品通常是戲仿作品。他將藤子·F·不二雄視為自己的精神導師。
後來以《GS美神 極樂大作戰!!》成為長期連載。在動畫版《GS美神》中，鶴弘美飾演美神令子，椎名從小就喜歡鶴弘美的處女作《佩琳物語》，小時候就看過它。他也邀請鶴弘美主持自己的婚禮，結果鶴弘美和飾演橫島忠夫的堀川亮擔任司儀。
2005年開始在《週刊少年Sunday》連載《楚楚可憐超能少女組》。此外，從中途開始，他每週也添加最多2篇的4格漫畫。此外，他也作為配音員參與了電視動畫第13話和OVA。至2014年13號中學生篇完結後休載，高中生篇從2014年39號起作為最終章恢復連載。2021年33號作品正式完結。
從《週刊少年SundayS》2022年1月號開始，連載《半妖的夜叉姬》的漫畫版作品《～異傳·繪本草子～ 半妖的夜叉姬》。

## 年表
- 1989年：以《Dr.椎名的教育指導!!（日语：Dr.椎名の教育的指導!!）》出道。
- 1992年：獲得第38屆小學館漫畫獎（《GS美神 極樂大作戰!!》）[1]。
- 1993年：《GS美神 極樂大作戰!!》電視動畫播出。
- 1994年：《GS美神 極樂大作戰!!》電影動畫上映。
- 2005年：《楚楚可憐超能少女組》連載開始。
- 2008年：《楚楚可憐超能少女組》電視動畫播出。
- 2010年：《楚楚可憐超能少女組》OVA發行。
- 2013年：《楚楚可憐超能少女組》外傳作品《THE UNLIMITED 兵部京介》電視動畫播出。
- 2021年：《～異傳·繪本草子～ 半妖的夜叉姬》連載開始。
- 2022年：獲得第53屆星雲獎漫畫部門獎項（《楚楚可憐超能少女組》）[2][8]。

## 作品列表
- (有) 椎名百貨店（日语：（有）椎名百貨店）—《週刊少年Sunday增刊號（日语：週刊少年サンデーS）》（1990年4月號—1991年5月號）
單部短篇系列。此後出版的短篇集也以此為標題。
- GS美神 極樂大作戰!!—《週刊少年Sunday》（1991年—1999年）
- 日本王 Mr.ZIPANGU（日语：MISTERジパング）—《週刊少年Sunday》（2000年—2001年）
- 星乃湯的外星王子（日语：一番湯のカナタ）—《週刊少年Sunday》（2002年—2003年）
- (有) 椎名百貨店 (超) GS福爾摩斯 極樂大作戰!!（日语：(有) 椎名百貨店 (超) GSホームズ 極楽大作戦!!）
  - GS福爾摩斯 極樂大作戰!!—《月刊Sunday Gene-X》（2002年1月號）
  - 江戶浪狼傳—《週刊少年Sunday增刊號》（2003年3月號）
  - —《週刊少年Sunday增刊號》（2003年8月號）
  - —《週刊少年Sunday增刊號》（2003年9月號）
  - 家電少女MISOCCUS—《週刊少年Sunday增刊號》（1996年1月30日號）
- 超人力霸王納克斯—《電視君》（2004年12月號—2005年8月號）[注 2]
- 楚楚可憐超能少女組[9]—《週刊少年Sunday》（2005年—2021年）
- (有) 椎名大百貨店（日语：(有) 椎名大百貨店）
  - GS福爾摩斯極樂大作戰!! 吸血偵探—《月刊Sunday Gene-X》（2005年6月號）
  - 潘朵拉—《月刊Sunday Gene-X》（2003年4月號—6月號）
  - TIME SLIPPING BEAUTY（前後篇）—《Young Magazine Uppers（日语：ヤングマガジンアッパーズ）》（2003年21號、22號）
  - 蜘蛛巢姬—《Young Magazine Uppers（日语：ヤングマガジンアッパーズ）》（2004年20號）
- ～異傳·繪本草子～ 半妖的夜叉姬—《週刊少年SundayS（日语：週刊少年サンデーS）》（2021年—2025年）
《半妖的夜叉姬》漫畫版作品。

### 四格漫畫作品
- Dr.椎名的教育指導!!（日语：Dr.椎名の教育的指導!!）（《週刊少年Sunday》1989年14號—1990年34號，不定期發表。收錄於《(有) 椎名百貨店》單行本）
- （《Big Comic Original增刊（日语：ビッグコミックオリジナル増刊）》1990年、1991年，各一短篇。收錄於《(有) 椎名百貨店》單行本）
- 楚楚可憐超能少女組 SUPPLEMENT（在上述《楚楚可憐超能少女組》連載期間不定期發表）
- 那就是聲優！ WEB92話（原作劇本：淺野真澄、原作人物設定：畑健二郎。僅作為嘉賓負責相關劇集的繪畫）

## 人物設定
- 大江戶火箭（2007年，作為客演繪師（特殊角色設定）參加[10]）
- Sunday×Magazine xline（日语：ヒーロークロスライン#サンデー×マガジン クロスライン）

## 助手
- 萬乘大智（日语：万乗大智）
- 田中保左奈（日语：田中ほさな）[11]
- 清水彩—高橋留美子的前助手，椎名的妻子。目前擔任椎名的首席助理，負責清理等工作[12]。

## 腳註

## 外部連結
- （日語）—椎名高志的官方個人網站。
- （日語）—椎名高志的官方個人部落格。
- （日語）—小學館官方網站。
- 椎名高志的X（前Twitter） （日語）